# ВПЗ (Вінниця)
ВПЗ (Вінницький підшипниковий завод), ДПЗ (Державний підшипниковий завод) або рос. ГПЗ (Государственный подшипниковый завод) — 18-тий підшипниковий завод побудований разом з масивом багатоповерхівок на вулиці Сергія Зулінського у Вінниці у 60-х роках. Закритий з 2009 року.
ВПЗ і розм. рос. ГПЗ — це також назва автобусно-тролейбусної зупинки, мікрорайону та місцевості на околиці міста Вінниці з багатоквартирною і промисловою забудовою.

## Історія

### Планування та будівництво
В СРСР існувало понад тридцять підшипникових заводів. Історія вісімнадцятого (укр. ДПЗ-18, рос. ГПЗ-18) розпочалась наприкінці грудня 1962 року. Тоді було прийняте рішення про створення нового підшипникового заводу, місцем розташування обрали Вінницю. За планом на будівництво мали витратити 73 млн карбованців. Згодом бюджет збільшили.
У вересні 1963 року на технічних нарадах Вінницької ради народного господарства обговорювали створення ДПЗ-18. Згодом вирішили приступити до очищення від рослинності території будмайданчику з 19 вересня. На початку там мали працювати 2 бульдозери та 6 скреперів. Врахувавши потреби робітників, на території планували облаштувати свердловину для забезпечення водою та провести лінії електропередач. До того,  воду та електроенергію подавали з Суперфосфатного заводу.
У 1965 році уже почалось будівництво головного корпусу заводу, а також для проживання робітників створили блок тимчасових споруд, провели частину необхідних комунікацій (дороги, залізничний шлях, а також телефонну лінію). Втім, будівництво відставало від графіку.
 Протягом 1965 року було заплановано вкласти в будівництво заводу 3 560 000 карбованців, з них 1 934 000 карбованців на будівельно-монтажні роботи. Загальний річний план виконали на 32%. Серед основних причин невиконання плану: нестача збірного залізобетону, товарного бетону, робочої сили та відсутність на будмайданчику потрібної кількості механізмів, – йшлось в пояснювальній записці до річного звіту про діяльність заводу.

### Початок праці та житлова забудова околишньої території
Офіційно Вінницький ДПЗ-18 запрацював у жовтні 1967 року.Тоді завод внесли до списку підприємств у дії. 
Спорудили основні цехи: автоматно-токарний, сепараторний, кульковий, термічний, шліфувально-складальний, цех масових підшипників; допоміжні інструменталь поштампувальний, ремонтно-механічний, енергетичних засобів механізації та автоматизації тощо. 
Велика кількість працівників, багато з яких жили в інших містах, потребували житла. Для житлового будівництва виділили 100 млн карбованців, сам процес почали в 1967 році. Для здійснення цього, керівник підприємства звернувся до міської виконавчої влади з проханням виділити територію в районі Водоканалу, на вулиці Київській. Там планували створити 66 000 м2 житлової площі, дитсадки на 750 місць та лікарню на 300 ліжок. Однак та ділянка вже була забудована. Аби збудувати там багатоквартирні будинки, треба було знести 374 приватних будинки, де проживали 593 родини. А на компенсації  та переселення потрібно було витратити 4 млн карбованців.

З середини 60-х років, на вулиці Сергія Зулінського, з'являлася сучасна житлова забудова, яка в основному призначалася для працівників ДПЗ-18. Цей процес розпочинався зі спорудження гуртожитків.

Схема головного корпусу підшипникового заводу у Вінниці

В 1970-х на заводі працювало близько 5 тис. людей. Серед них 2148 жінок та 2622 чоловіки. А також там працювало 9 людей з інвалідністю. Така велика кількість працівників була частково обумовлена тим, що при проектуванні заводу допустили помилку. В початковому варіанті передбачалось встановлення автоматичних ліній виробництва, проте, в подальшому їх частково замінили на потокові. Через це і виникла необхідність збільшити кількість працівників у 1,5 раз.
З 1971 року завод постачав підшипники до всіх республік СРСР.
У вересневому випуску журналу «Промислове будівництво» 1973 року була подана схема головного корпусу заводу, а також опис: «Останніми роками в нашій країні деяке поширення набувають будівлі з зенітними ліхтарями з органічного скла або зі склопакетів, що розміщуються на плоскій або малоухильній покрівлі. Це прогресивне рішення. яке певною мірою поєднує переваги обох типів будівель, застосовано, зокрема, на новому корпусі АЗЛК, головному корпусі філії ДПЗ: у Москві, головному корпусі ДПЗ-18 у Вінниці (рис. 4), у вставках головного корпусу ВАЗу, на ряді об'єктів електронної промисловості. На жаль, ширше поширення цього типу будівлі гальмується відсутністю масового виробництва зенітних ліхтарів, а також прагненням, що вкоренилося, забезпечувати аерацію через ліхтарні надбудови».  
Інститутом надтвердих матеріалів АН УРСР на ДПЗ-18 вперше у радянській практиці проведено роботи з впровадження у виробництво остаточного безцентрового зовнішнього шліфування кілець підшипників.  
У 1973 році кошторисна вартість ДПЗ-18 піднялася з 80,5 млн. до 108,1 млн. карбованців (на 32%) без збільшення потужності.  
За даними видання «Виробничий колектив та соціальне планування» 1976 року, впровадження автоматичних ліній лише на ДПЗ-1, ДПЗ-9, ДПЗ-18 та Челябінському автомеханічному заводі дозволило отримати річний економічний ефект понад 4 млн. карбованців та вивільнити 7223 виробничих робітників.  
У 80-х роках Вінницький ДПЗ-18 перебував на піку своєї потужності. Тут працювало понад 6 тис.працівників, а продукції протягом року виготовляли на 70-80 млн карбованців, це близько 60 млн підшипників.

### Криза та закриття
У 1988 році «Вісник статистики» повідомляв, що не вдалося подолати відставання, яке було допущено на початку року деякими підшипниковими заводами Мінавтопрому СРСР: ДПЗ-З (м. Саратов), ДПЗ-8 (м. Харків), ДПЗ-18, ці заводи протягом року зривали договірні зобов'язання.
У виданні «Від застою до розвалу» 1991 року наводять інформацію з листа групи робітників ДПЗ-18, що через зриви поставок гарячекатаних і холоднотягнутих труб ШХ-15 завод наприкінці року змушений був припинити випуск багатьох видів масових підшипників.
В 90-х завод приватизували. Падіння попиту на підшипники пов’язують з тим, що рос.фед. в 1997 році ввела ПДВ на українську продукцію. Тому потужності заводу були завантажені лише на 6%, у підприємства були чималі збитки.
В 2007 році роботу заводу було зупинено, а на початку 2008-го прийнято рішення про ліквідацію. Останнім вважають 14 липня 2009 року, день в який колектив Вінницького підшипникового заводу влаштував свої останні збори.   

### Після закриття
Після ліквідації від колишнього заводу залишилось лише декілька адміністративних будівель вздовж вулиці Сергія Зулінського. Найбільша з них знаходиться впритул до СТО, решта території покинута.
7 червня 2017 близько 13 години дня на території заводу сталася пожежа. О 13:22 прибули пожежники. На місці пожежі працювали спецтехніка та бійці Державної служби з надзвичайних ситуацій.

## Транспорт мікрорайону
Основним транспортом мікрорайону є тролейбус № 3.
За графіком курсують автобуси № 2 і 30,тролейбуси № 1,3,16(15а), 21(6а), 22.Також ходять маршрутки 2б і 20а.